# Hannibal von Schauenburg
Hannibal von Schauenburg (* 1582; † 30. März 1634 in Freiburg im Breisgau) war ein kaiserlicher Feldmarschall (1632) im Dreißigjährigen Krieg und Komtur des Malteserordens.

## Leben

### Familie und Orden
Hannibal stammte aus der Herlisheimer Linie der Herren von Schauenburg. Er sollte auf Wunsch seiner Eltern (sein Vater war Ulrich Diepold von Schauenburg † 11. November 1603, seine Mutter, Eva von Bärenfels war die zweite Frau ∞ 1576) eine geistliche Laufbahn einschlagen und trat 1603 in Freiburg in den Malteserorden ein.

### Karriere und Reichtum im Heer
Schon früh ging Schauenburg eine militärische Laufbahn ein. Im Jahr 1616 erhielt er durch Erzherzog Maximilian, Statthalter Tirols und der Vorlande, das Hauptmannspatent auf ein Fähnlein zu 300 Mann Fußvolk. Im April 1619 ist er tirolischer Kammerherr und Oberstleutnant bei Ladislaus von Fürstenberg und am 16. August Oberst über sechs Fähnlein Fußvolk. Im Januar 1622 kommandierte er neben dem Herzog von Lauenburg und Oberst Montagnia kaiserlichen Truppen am Rhein in den Kämpfen General Tillys gegen die protestantischen Heerführer Ernst von Mansfeld und Christian von Braunschweig. Im Sommer 1623 war er zuhause auf der elterlichen Burg und stiftete 3000 fl für die St. Georgskapelle Gaisbach zu Gaisbach und versah sie mit einer Pfarrpfründe.
Zurück beim Heer wurde er General Aldringer zugeteilt und nach Böhmen und Mähren gesandt gegen den Einfall von Bethlen Gabor. 1624 bekam er Urlaub und reiste in Ordensangelegenheiten nach Malta, hier wurde er wohl auch zum Ordenskomtur der Johanniterkommende Tobel im Thurgau ernannt. Nach drei Monaten war er wieder in Deutschland unter dem Kommando von Erzherzog Leopold im Breisgau. Im Januar 1625 wurde sein Regiment nach Italien ins spanische Herzogtum Mailand geschickt, wo er mit dem Regiment in spanische Dienste übertritt. Er klagte dort wiederholt über die schlechte Versorgung seines Regiments durch die spanischen Gouverneure Feria und Córdoba und versuchte deshalb, nach Deutschland zurückgerufen zu werden. Im November 1626 bot er die Rückkehr seines Regiments in kaiserliche Dienste an. Bei Wallenstein ersuchte er seine Versetzung und die Übernahme einer vakanten Stelle als Generalwachtmeister. Im März 1627 wurde Schauenburg nach Wien an den kaiserlichen Hof zitiert, im Mai erhielt er die gewünschte Stelle als General unter Wallenstein, sein Regiment blieb auf Drängen Córdobas jedoch in Italien. Das alte Schauenburgische Regiment erhielt erst am 30. September 1630 vom kaiserlichen Oberbefehlshaber in Italien, Graf Collato, den Marschbefehl nach Niedersachsen.
1628 nahm Hannibal am kaiserlichen Feldzug gegen die Dänen nach Holstein teil. Ende August 1628 kam er vor Glückstadt kurzzeitig in dänische Gefangenschaft. Der Kriegsdienst war finanziell sehr lukrativ für den Schauenburger. Am 7. Oktober wurde sein Guthabenvermögen mit 440.510 fl angegeben, wovon Herzog Leopold 310.510fl einbehielt und er für den Rest (die bestehenden 54.145 fl Schulden bekam er gratis dazu) die Herrschaften Staufen und Kirchhofen verliehen bekam. Er erhielt auch die Erlaubnis sein Erbe nicht dem Orden, sondern seinen Brüdern zukommen zu lassen.
An den Verhandlungen zum im Mai 1629 mit Dänemark geschlossenen Lübecker Frieden nahm er als kaiserlicher Subdelegierter unter Wallenstein teil. Im Juli 1629 wurde er zum Feldzeugmeister befördert und sollte seine im Norden überflüssig gewordenen Truppen nach Schwaben führen. Ihm persönlich wurde ein zweites, neu geworbenes Regiment verliehen.

### Eigenes Kommando
Am 18. September 1629 erhielt Schauenburg das Kommando über die kaiserlichen Truppen in den oberen Reichskreisen. Im Februar 1630 marschierten seine Truppen in die seit 1552 französisch besetzten lothringischen Bistümer ein. Damit sollten die im Mantuanischen Erbfolgekrieg gegen den spanischen Verbündeten des Kaisers kämpfenden Franzosen unter Druck gesetzt werden.
Als Zeitzeuge und Teilnehmer sah er unvorstellbares Leid, unmenschliche Gräuel und Verwüstungen die ihn schwer bewegten, insbesondere bei der sogenannten Magdeburger Hochzeit.
Bei der Verteidigung der Festung Breisach in der Belagerung durch die Schweden unter Rheingraf Otto Ludwig im Sommer 1633 war er siegreich. Wallenstein beförderte ihn zum Kommandanten des Oberrheingebietes mit Sitz in Breisach. Mehrmals hatte er als erfolgreicher Feldherr um seine Entlassung gebeten, da er die Gräuel des Krieges nicht mehr ertragen konnte. Als am 18. und 19. Juni 1633 der Ort Kirchhofen und Schloss Kirchhofen unter Rheingraf Otto Ludwig von Salm-Kyrburg-Mörchingen gestürmt und in der Folge 300 Bauern erschlagen wurden, hatten sie vergeblich auf seine Hilfe gewartet- er hielt sich in der Umgebung Waldshuts auf.